# Almargen
Almargen es un municipio español de la provincia de Málaga, en la comunidad autónoma de Andalucía. El término municipal, ubicado en la comarca del Guadalteba, tiene una población de 1913 habitantes (INE 2024) y limita con las provincias de Sevilla y Cádiz.

## Geografía

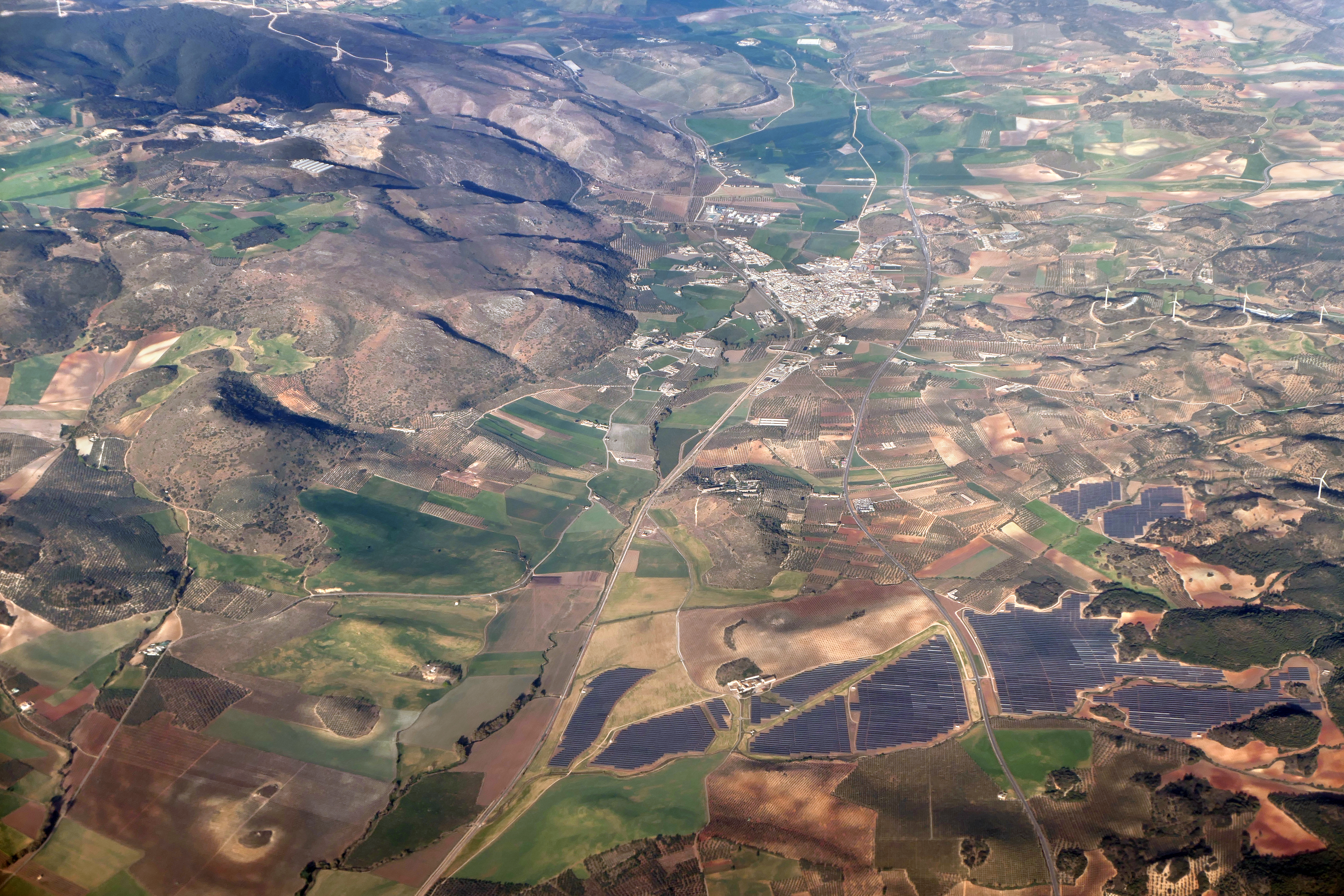
Vista aérea.

Forma parte de la comarca del Guadalteba, junto con los municipios de Ardales, Campillos, Cañete la Real, Carratraca, Cuevas del Becerro, Sierra de Yeguas y Teba. Almargen presenta un paisaje fronterizo entre la Serranía de Ronda, la Málaga llana del norte y las campiñas sevillana y gaditana. Está situado al noroeste de la provincia de Málaga, a 96,4 km de la capital provincial, a 43,7 km Ronda y a 48,2 km Antequera. Es uno de los pueblos más occidentales del norte de la provincia y limita con las provincias de Sevilla y Cádiz.
Paisaje abrupto hacia la serranía por Cañete la Real, en el que la carretera aprovecha el estrecho valle de la Cañada de la Saucedilla para subir hasta esta población en las mismas puertas de la Serranía. Un paisaje que contrasta fuertemente con el de la llanura agrícola que se extiende en torno al pueblo campos de olivares, cereal y girasol.

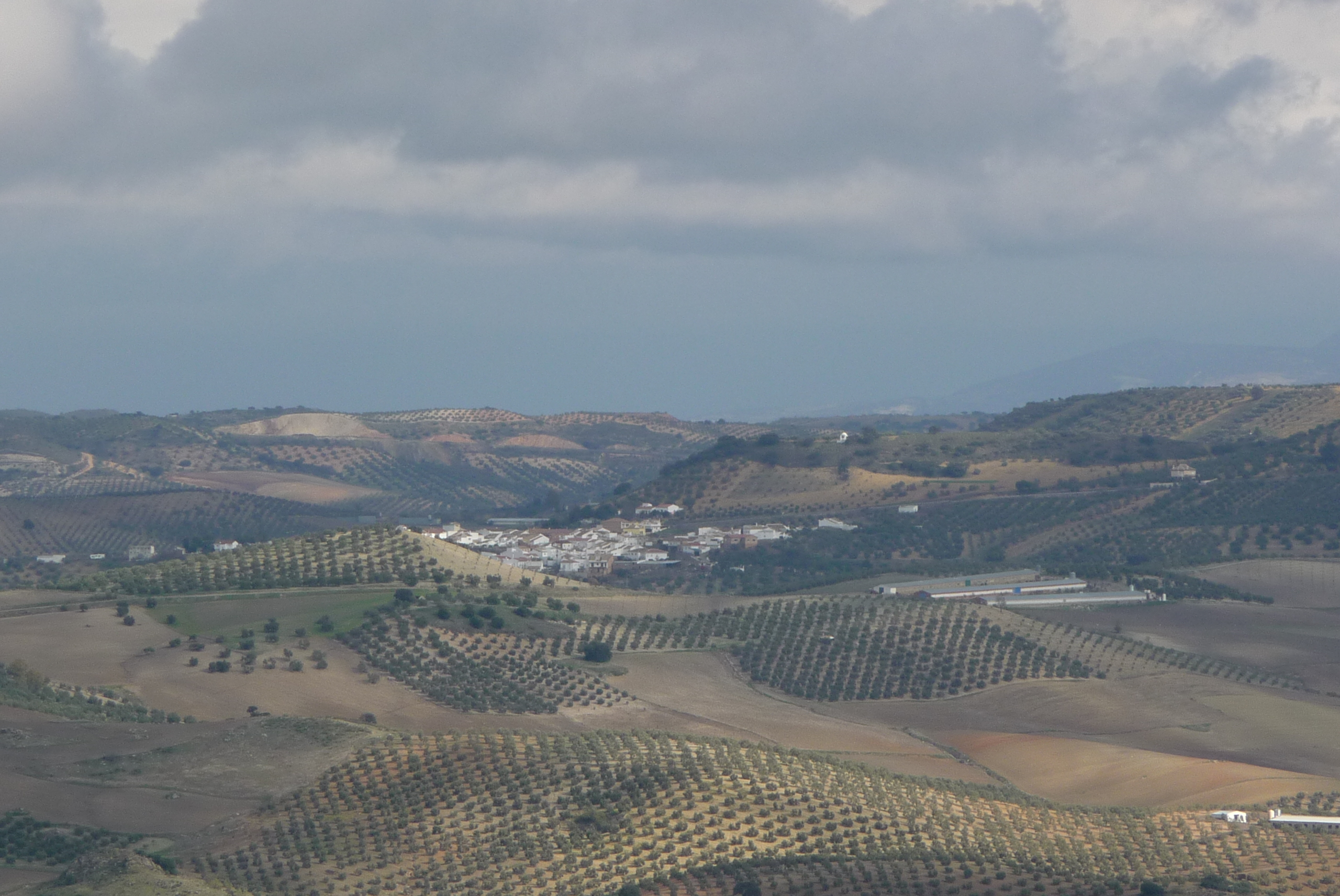
Vista de Almargen y sus campos de olivos.

Más allá de la llanura el paisaje presenta pequeñas lomas de formas redondeadas, que marcan el techo del municipio algo más de un centenar de metros por encima del núcleo urbano (510 m), en los cerros de Salguera (620 m), Galán (612 m) y La Grana (649 m). Estos últimos en los bordes del término municipal.
El monte bajo, fundamentalmente tapizado por romero, tomillo, retamas, aulagas, y otras plantas típicas del bosque mediterráneo, se dan la mano con la presencia de lentiscos, acebuches, o jérguenes, que van modulando las estribaciones de la sierra.

## Toponimia
El nombre de Almargen es de origen árabe, su significado está estrechamente relacionado con una zona de campamento o ejército, en la cual se reorganizaban las tropas desde el dominio musulmán y durante la Reconquista cristiana; así se desprende de las crónicas de las batallas del Marqués de Cádiz.
Son escasos los datos históricos de este período, aunque se conservan restos arqueológicos aparecidos en yacimientos como el de los silos de "El Almirón", donde existen perduraciones cronológicas hasta bien entrado el siglo XVI. Otros vestigios de esta época podemos encontrarlos en el paraje denominado "Cañada de los Bernabeles" donde se aprecian restos de pequeñas construcciones, así como material cerámico.

## Historia
Referente a los datos de origen, los hallazgos y los estudios realizados en los yacimientos arqueológicos confirman la existencia del hombre en estas tierras al menos desde la Edad del Cobre. Existen restos de pobladores primitivos que habitaron por el lugar (almacenes de grano en la zona del Almirón), así como de los colonizadores romanos (pequeña casa romana en la carretera de Teba). En total se contabilizan treinta yacimientos en la Carta Arqueológica local. Merece especial mención el ídolo de la fertilidad de Almargen, una estatuilla en mármol blanco del año 3000 a. C., aproximadamente, en la que aparecen representados una mujer embarazada y un falo. La creencia popular otorga a este ídolo la cualidad de facilitar el embarazo de la mujer que lo toque.
El potencial agrícola de la llanura de Almargen y su situación estratégica en una zona convertida en fácil paso de hombres y mercancías, favorecieron el poblamiento de estas tierras desde muy antiguo, como se ha demostrado por los restos arqueológicos hallados con motivo de la construcción de la carretera entre Almargen y Olvera.
Se sabe de la presencia del hombre al final del Neolítico, pero fue con la llegada de los fenicios cuando la zona conoció su primer momento de esplendor, al cruzar por tierras de Almargen la vía que unía Tartessos con Mainake. Posteriormente, la romanización dejó numerosas huellas en este territorio, especialmente en las cuencas de los ríos Corbones y Almargen y la zona norte del municipio. Por aquí pasó una calzada romana que salía de la Vía XI que unía Antikaria (Antequera) con Acinipo (Ronda la Vieja).
En el Centro de Interpretación Tartessos en Guadalteba se exponen numerosas piezas arqueológicas de todas las épocas históricas (desde el Paleolítico Superior a la Edad Media), pertenecientes a los numerosos yacimientos del municipio de Almargen. En sus vitrinas nos podemos encontrar piezas del Paleoítico como raederas, puntas levallois o raspadores (herramientas líticas, es decir, herramientas de piedra) y otras más propias del Neolítico como hachas pulimentadas, molinos de mano y sílex tallados.

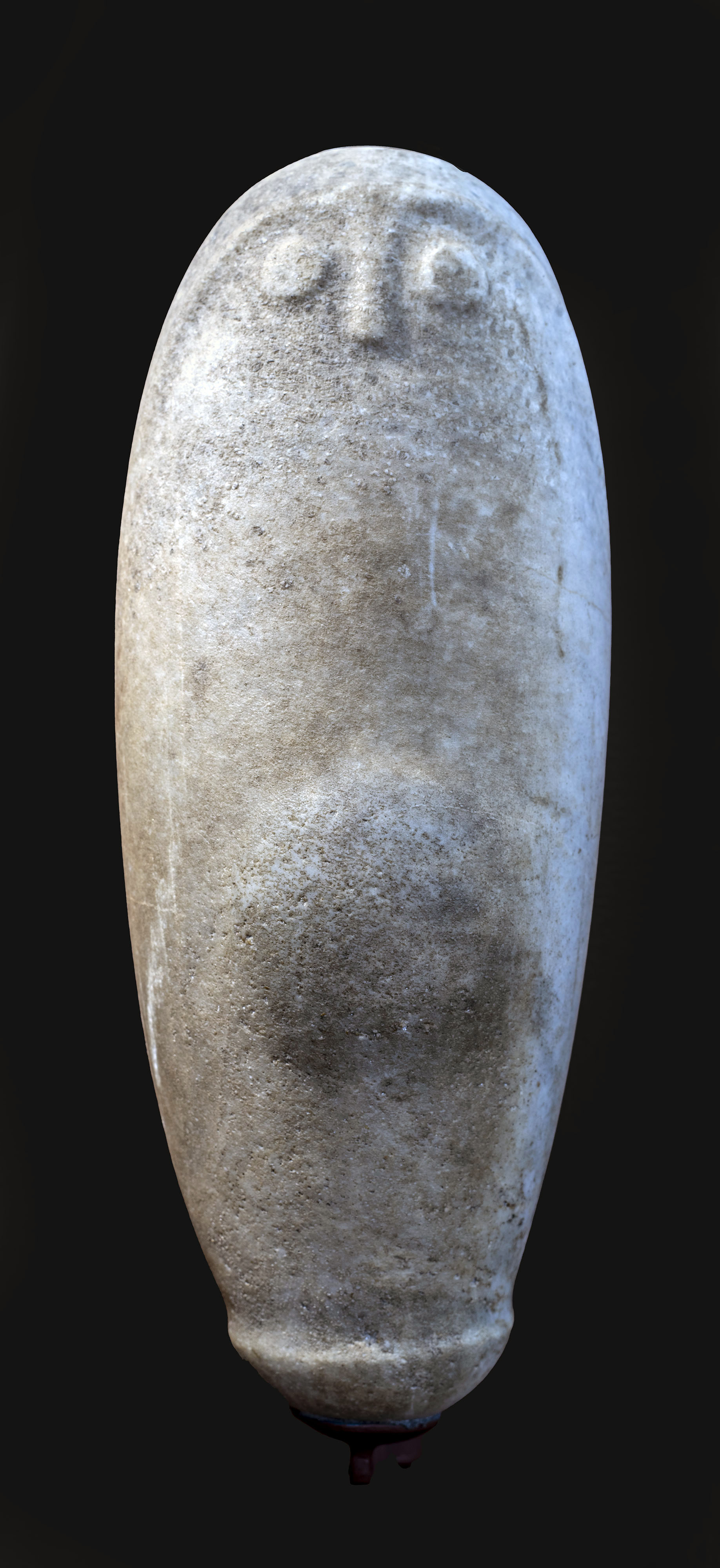
Ídolo de Almargen

Pero hay tres piezas que acaparan el interés patrimonial de este centro de interpretación. La primera es el gran ídolo histórico de la fecundidad. Una de las más importantes esculturas de la prehistoria andaluza (3000 a. C. aprox.) esculpida en mármol blanco, muy bien pulimentado y pintado en rojo. La escultura, de unos 22 kg de peso y 48  cm de longitud tiene una forma fálica marcando en el extremo el glande, la representación del vientre de una embarazada a media altura y unos rasgos faciales (ojos, nariz...) en la parte superior. Esta síntesis (lo masculino y lo femenino ha sido estudiada como la integración de elementos votivos (ofrendas) relacionados con la fecundidad. 
Otra pieza de interés, datada entre los siglos IX y VIII antes de nuestra era y perteneciente a la cultura tartésica, es la estela decorada del guerrero. Esta estela es una losa rectangular de un metro de altura y 60 centímetros de ancho apuntada en la parte inferior por donde iría hincada en el suelo. Destacan en ella una figura esquemática que representa a un guerrero, un escudo formado por tres círculos concéntricos y una lanza. Este tipo de piezas tenía un carácter funerario.
Y por último, la espada tartésica. Forjada en bronce, con una nervadura central y una empuñadura muy típica que se cubriría con unas cachas de hueso, marfil o madera, adheridas con remaches. Estas espadas se incorporaban a las tumbas dobladas para evitar los expolios. Es el caso de otro fragmento que también se exhibe en el Museo de Almargen. Estas espadas del tipo "lengua de carpa" provenían de la metalurgia de la ría de Huelva/Riotinto.

## Demografía
Cuenta con una población de 1913 habitantes (INE 2024).
| Gráfica de evolución demográfica de Almargen entre 1842 y 2021                                                        |
| |
| Población de derecho según los censos de población del INE. Población de hecho según los censos de población del INE. |

| 2008 | 2013 | 2014 | 2016 | 2021 |
| ---- | ---- | ---- | ---- | ---- |
| 2153 | 2045 | 2122 | 2046 | 1944 |

## Economía

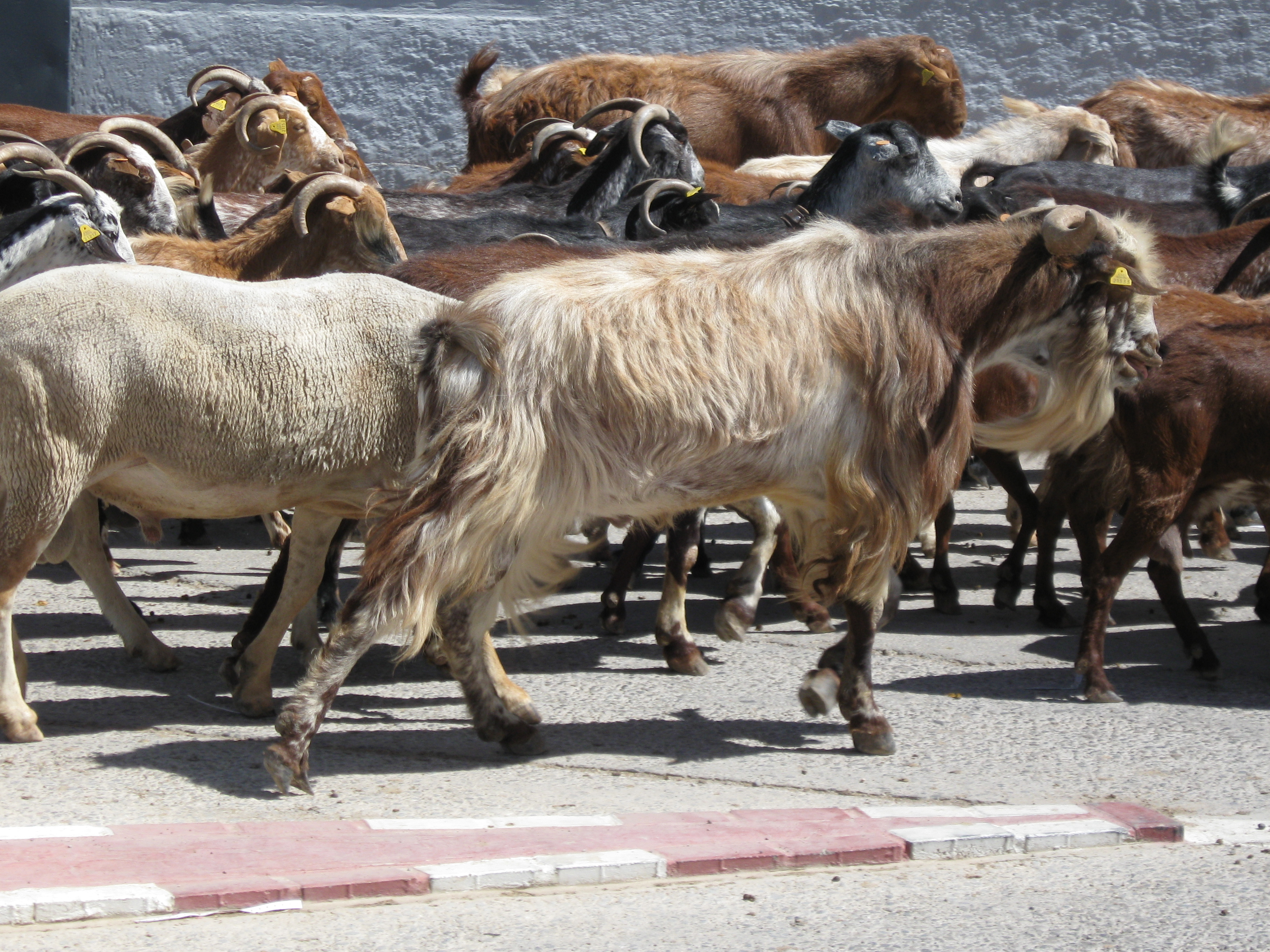
Rebaño de cabras en Almargen

Predominantemente sus habitantes se dedican a la agricultura, así como a la ganadería, siendo importante la numerosa cabaña de porcino.

### Agricultura
El municipio tiene un total de 1837 hectáreas cultivadas, distribuidas de la siguiente forma:
- Herbáceos: 1264 ha
- Frutales: 3 ha
- Olivar: 561 ha
- Viñedo: 9 a

### Ganadería
Relación de unidades ganaderas por tipo:
- Bovinos: 48 unidades
- Ovinos: 27 unidades
- Caprinos: 49 unidades
- Porcinos: 43512 unidades
- Aves: 67 unidades
- Equinos: 10 unidades
- Conejas madres: 65 unidades

### Evolución de la deuda viva municipal
| Gráfica de evolución de Deuda viva del Ayuntamiento de Almargen entre 2008 y 2019                                |
| |
| Deuda viva del Ayuntamiento de Almargen en miles de Euros según datos del Ministerio de Hacienda y Ad. Públicas. |

## Patrimonio
El corazón del pueblo es su plaza principal, donde hay una fuente, y muy próxima está la iglesia de la Inmaculada Concepción, que fue construida en el siglo XVI y reformada a finales del siglo XVII. La iglesia tiene en la fachada principal manierista y coronada por una espadaña. En su interior llaman la atención las primitivas armaduras mudéjares de lazo que cubren la nave central y el presbiterio. Son lugares de interés arqueológico, la necrópolis romana de la Sierra de Rebollo; y turístico medicinal, el manantial de Casablanca y las cuevas de Pedro Santo y Casablanca.
En el enclave conocido como Casa Blanca, nace el arroyo Salado que no cuenta con un gran caudal, pero sus aguas son medicinales por su elevado nivel de yodo. Allí se puede comprobar cómo de la tierra brotan a borbotones estas aguas milagrosas, recomendadas sobre todo para enfermedades relacionadas con el aparato digestivo o con diversas dolencias degenerativas del sistema óseo. Ya durante la dominación romana se aprovecharon esas aguas medicinales, puesto que en la zona se han encontrado los restos de antiguas termas. La salinidad de esta agua se va perdiendo cuando llega al río Almargen, que alimenta a su vez al río de la Venta, que desemboca finalmente en el pantano del Guadalteba.
Otro de los aspectos a destacar de este pueblo es su piscina municipal, que atrae a muchos turistas, ya que esta posee una peculiaridad y es que es de agua salada abastecida por el río del pueblo río Almargen, también conocido como río Salado.

## Cultura

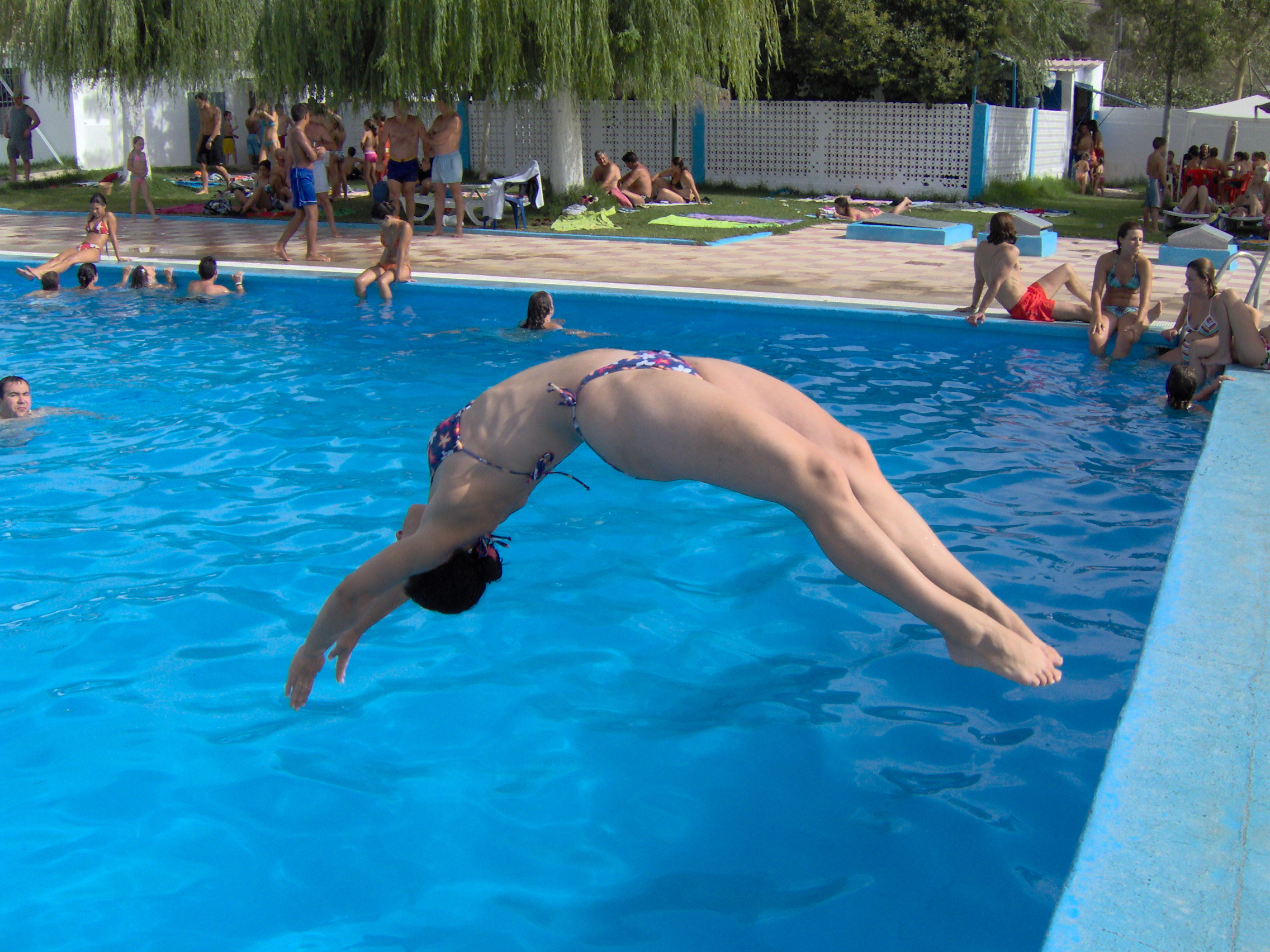
Piscina salada de Almargen.

### Fiestas
El calendario de fiestas de Almargen incluye: 
- La procesión de Nuestra Señora de Fátima, celebrada el 13 de mayo.
- La romería de Nuestra Señora de Fátima, que se celebra el último fin de semana de mayo, en el paraje conocido como La Saudecilla. Esta, fue celebrada por primera vez en 1967, por lo que en 2017 se celebra su 50 aniversario.
- La verbena de San Juan y apertura de la piscina municipal, celebrada el 23 de junio por la noche.
- La feria, el primer fin de semana de agosto.
- Las fiestas de los patronos San Cosme y San Damián, celebradas el último fin de semana de septiembre.
- Los orígenes de la Semana Santa  de Almargen datan de 1695, año en que se funda la Hermandad del Santo Cristo de la Vera-Cruz. En 1896, se funda la cofradía de Jesús Nazareno. Y ambas desaparecen en la Guerra. Y no es hasta 1938, cuando comienza el resurgimiento procesionista. En la actualidad sólo existe una Hermandad, la del Santísimo Cristo de la Vera-Cruz, Nuestro Padre Jesús Nazareno y la Virgen de los Dolores, reorganizada tras la Guerra.

### Gastronomía
En Almargen, igual que en el resto de la comarca, la cocina viene determinada, en primer lugar, por los productos del terreno: carnes de granja o caza (destacando sus perdices rojas, liebres, conejos o zorzales), verduras, aceite, harina y vino; en segundo lugar, las estaciones del año condicionan las costumbres en el comer, no solo por el clima, sino porque añaden platos propios de temporada, como las setas en otoño o las hierbas silvestres (tagarninas, hinojos, espárragos trigueros y collejas), en primavera.
Son platos típicos:
- La porra: presenta la particularidad de ser más espesa que el resto de los gazpachos. Es una mezcla de gazpacho sencillo sin agua y salmorejo. Se sirve con huevos cocidos, jamón serrano y torreznos.
- La repostería: magdalenas de Semana Santa.
- Los espárragos, productos de caza, setas y sopas de espárragos.

### Arte
A lo largo de la historia local varios almargeños asociados al mundo de la cultura han sobresalido por su dedicación o por su personalidad artística y que en nuestros días se ve reflejado en las diferentes generaciones, así pues tenemos que resaltar en el ámbito del cante a Francisca Romero conocida como "La Niña de Almargen" quién dedicó parte de su vida a este arte junto a célebres cantaores dentro y fuera de España. En el ámbito creativo de las Bellas Artes destaca Francisco Hidalgo De Rivas, artista polifacético que ha dejado varias de sus obras en su localidad.

### Artesanía
Aperos de labranza, encaje de bolillos y forja.

## Símbolos

### Escudo heráldico
El escudo heráldico de Almargen es de forma rectangular, cuadrilongo y redondeado en su parte inferior, siendo sus proporciones, seis de alto por cinco de ancho, timbrado con una corona real española cerrada, que es un círculo de oro engastado de piedras preciosas, sumando de ocho flores de hojas de acanto de oro (cinco vistas), interpoladas de perlas, de cuyas hojas salen otras tantas diademas de oro, sumadas de perlas, que convergen en un mundo de azur, con un ecuador y un semimeridiano de oro y sumado de una cruz de oro, y la corona forrada de gules.
El cuerpo del escudo se divide en tres cuarteles, dos verticales y uno horizontal. El cuartel superior izquierdo contiene una figura de un olivo con copa de sínople (verde) y tronco marrón sobre fondo oro (amarillo). El cuartel superior derecho contiene, sobre fondo azur (azul) una representación de la estela funeraria de la Edad de Bronce, encontrada en Almargen.
El cuartel inferior está compuesto por cuatro ondas paralelas de color azur (azul) dispuestas horizontalmente, intercalando entre ellas bandas blancas estrechas. Las tres primeras ondas constan de tres crestas y dos valles y la última únicamente de una cresta.
Justificación:
Primer cuartel, superior izquierdo: Almargen es una población que surgió como asentamiento de labradores y artesanos en una fértil vega al pie de la Sierra de Cañete, por lo que se ha querido representar en esta parte del escudo la agricultura, como base histórica y fundamental de los orígenes del municipio. Así, el campo de oro representa el cereal y el árbol el sector oleícola.
Segundo cuartel, superior derecho: El elemento principal de este segundo cuartel es una estela funeraria decorada. Se trata de una pieza arqueológica hallada en el municipio; es una losa de un metro de altura por sesenta centímetros de ancho y unos veinte de grosor, de forma rectangular, en la que aparece representado esquemáticamente un guerrero portando una lanza y un escudo. Su realización ha sido datada en el siglo VIII antes de nuestra era, por lo que tiene una antigüedad aproximada de tres mil años. Es una pieza concebida para homenajear a un guerrero difunto, y se colocaba inserta verticalmente en la tumba. Se ha considerado oportuno incluirla como elemento del escudo por su gran valor iconográfico y su carácter simbólico y singular, siendo además uno de los elementos más antiguos de nuestra historia.
- Tercer cuartel, inferior: Tanto la agricultura, que ha quedado reflejada en el primer cuartel, como la propia subsistencia de los habitantes del municipio, no hubieran sido posibles sin la abundancia de agua característica de estas tierras. Manantiales como los de Majadaborrejo, Cabrerizo o Casablanca suministran agua para el consumo humano, riego o baño. Para reflejar esta riqueza se han adoptado las ondas descritas anteriormente.

### Bandera
La bandera propuesta es rectangular, dividida horizontalmente en dos partes iguales, oro la superior y azul la inferior. En el centro geométrico se inserta una reproducción del escudo heráldico, reducida a la escala apropiada.